# Русская беседа
«Ру́сская бесе́да» — журнал славянофильского и патриотического направления, издавался в Москве с 1856 по 1860 годы славянофилом А. И. Кошелевым (издатель-редактор; соредакторами были: сначала Т. И. Филиппов, далее — П. И. Бартенев, М. А. Максимович, И. С. Аксаков). 

## История
Первоначально выходило по 4 книги в год; в 1859 — 6 книг, в 1860 — 2 книги за год. Журнал печатался в типографии Александра Семена. Первые три года цензором был Н. Ф. фон Крузе, в 1859 — А. Н. Драшусов. Издание осуществлялось на паях; пайщики А. И. Кошелев, Ю. Ф. Самарин, А. С. Хомяков и В. А. Черкасский составляли «Совет редакции». В журнале были открыты 6 отделов — Отд. I: Изящная словесность, Отд. II: Науки, Отд. III: Критика, Отд. IV: Обозрение, Отд. V: Смесь, Отд. VI: Жизнеописания (затем — Биография). 
В издании журнала приняли участие К. С. Аксаков, И. Д. Беляев, А. Ф. Гильфердинг, Н. П. Гиляров-Платонов, А. М. Фатеев. Журнал пропагандировал идеологию славянофилов: отстаивал необходимость сохранения самодержавия, созыва совещательного земского собора и проведения ряда реформ (свобода печати, отмена смертной казни и др.). В специальном приложении «Сельское благоустройство», посвящённом крестьянскому вопросу, журнал выступал за отмену крепостного права, за выкуп и сохранение общины как консервативного начала в русской жизни; выражал уверенность в возможности справедливого, разумного решения правительством крестьянского вопроса.
Журналу не удалось собрать большого круга читателей. По свидетельству И. С. Аксакова, журнал находил читателей преимущественно в среде духовенства при полном равнодушии к нему молодёжи и демократической интеллигенции. В результате, в 1860 году «Русская Беседа» прекратила существование.

## Авторы
Надежда Крылова (Дестунис)

## Электронные издания томов журнала
- Полный азбучный указатель к «Русской Беседе» 1856-1860гг. и к «Московским Сборникам» 1846, 1847 и 1852гг. Национальная электронная библиотека (НЭБ)

- 1.1856, N° 1 (том 1) Google Books (U Wisconsin), Hathitrust Harvard = Google Books
- 1.1856, N° 2 (том 2) Google Books (U Wisconsin), Hathitrust Harvard = Google Books
- 1.1856, N° 3 (том 3) Google Books (U Wisconsin), Hathitrust Chicago = Google Books, Hathitrust Harvard = Google Books
- 1.1856, N° 4 (том 4) Google Books (U Wisconsin), Hathitrust Chicago = Google Books, Hathitrust Harvard = Google Books, Российская Президентская Библиотека, Национальная электронная библиотека (НЭБ)
- 2.1857, N° 1 (том 5) Google Books (Stanford), Google Books (U Wisconsin), Hathitrust Chicago = Google Books, Российская Президентская Библиотека, Национальная электронная библиотека (НЭБ)
- 2.1857, N° 2 (том 6) Google Books (U Wisconsin), Hathitrust Chicago = Google Books, Hathitrust Hathitrust = Google Books
- 2.1857, N° 3 (том 7) Hathitrust Chicago = Google Books, Google Books (U Wisconsin), Google Books
- 2.1857, N° 4 (том 8) Google Books (U Wisconsin), Российская Президентская Библиотека, Национальная электронная библиотека (НЭБ)
  - 2.1857, N° 4 (том 8) Hathitrust Chicago = Google Books (часть 1), Hathitrust Chicago = Google Books (часть 2)
- 3.1858, N° 1 (том 9) Google Books (Stanford), Google Books (U Wisconsin), Hathitrust Chicago = Google Books
- 3.1858, N° 2 (том 10) Google Books (Stanford), Google Books (U Wisconsin), Hathitrust Chicago = Google Books
- 3.1858, N° 3 (том 11) Google Books (Stanford), Google Books (U Wisconsin), Hathitrust Chicago = Google Books
- 3.1858, N° 4 (том 12) Google Books (U Wisconsin), Hathitrust Chicago = Google Books
  - 3.1858, N° 4 (том 12) часть 1 Российская Президентская Библиотека, Национальная электронная библиотека (НЭБ)
  - 3.1858, N° 4 (том 12) часть 2 Российская Президентская Библиотека, Национальная электронная библиотека (НЭБ)
- 4.1859, N° 1 (том 13) Hathitrust Chicago = Google Books, Hathitrust Harvard = Google Books, Hathitrust California = Google Books, Google Books (U Wisconsin)
- 4.1859, N° 2 (том 14) Google Books (U Wisconsin), Hathitrust Chicago = Google Books, Hathitrust Harvard = Google Books
- 4.1859, N° 3 (том 15) Google Books (Stanford), Google Books (U Chicago)
- 4.1859, N° 4 (том 16) Российская Президентская Библиотека, электронная библиотека (НЭБ), Google Books (Stanford)
  - 4.1859, N° 4 (том 16) приложение Google Books (Stanford)
- 4.1859, N° 5 (том 17) Google Books (Stanford)
- 4.1859, N° 6 (том 18) Google Books (U Wisconsin), Google Books (Stanford)
- 5.1860, N° 1 (том 19) Google Books (Stanford), Hathitrust Harvard = Google Books
- 5.1860, N° 2 (том 20) Google Books (U Wisconsin), Google Books (Stanford)